# 箕輪村 (福島県石城郡)
箕輪村（みのわむら）は福島県南東部、石城郡に属していた村。現在のいわき市中央部（内郷地区、好間地区）、いわきジャンクションの北西一帯、新川上流域および好間川上流域にあたる。1955年に分割され内郷市および好間村に編入された。1966年のいわき市成立後、旧村域は内郷高野町、好間町榊小屋、好間町大利となっている。

## 地理
- 河川：新川、好間川

## 歴史
- 1889年（明治22年）4月1日 - 町村制の施行により、高野村、榊小屋村、大利村が合併して磐前郡箕輪村が発足。
- 1896年（明治29年）4月1日 - 所属郡が石城郡に変更。
- 1955年（昭和30年）2月11日 - 大字高野が内郷市に、大字大利・榊小屋が好間村に編入。同日箕輪村廃止。

## 交通

### 道路
- 国道115号（現・国道49号）

現在は磐越自動車道が旧村域を通過するが、当時は未開通。